# Dreistetten
Dreistetten ist eine ehemalige Gemeinde im Süden von Niederösterreich. 1975 wurde das Dorf nach Markt Piesting eingemeindet. Etwa 3/4 Kilometer nördlich des Ortes befindet sich die Burgruine Starhemberg, einer der größten Burganlagen Niederösterreichs.
Der Gassengruppenort auf einer Höhe von 528 m ging aus einem Kirchenweiler hervor und hatte im Jahr 2001 571 Einwohner. Er befindet sich südlich von Markt Piesting auf einer Talmulde zwischen der Hohen Wand und den Fischauer Vorbergen, die zugleich der nordöstliche Talschluss des Talkessels „Neue Welt“ ist.
Dreistetten ist auch eine Katastralgemeinde, die eine Fläche von 10,35 km² hat und zu der der im Norden befindliche Weiler Baumgarten gehört.

## Geschichte
Dreistetten gehörte zur Herrschaft Starhemberg. Das Herrschaftsgebiet der Starhemberg war im Mittelalter ein Teil der steirischen Markgrafen – der Piestingfluß war die Grenze zwischen der Ostmark und der Steiermark. Urkundlich wurde Dreistetten erstmals 1149 als „Villa Trahstaetten“ erwähnt. 1192 kam die Burg Starhemberg und somit das Gebiet um Dreistetten durch einen Erbvertrag an die Babenberger. 1283 wird ein „Dörndl von Drasteten“ und von 1375 bis 1387 „Otto von Drostetten“ erwähnt. Der Sitz der Herren von Dreistetten konnte bislang nicht lokalisiert werden. Im Zuge der Zweiten Wiener Türkenbelagerung 1683 wurden alle 32 Häuser und die Kirche von Dreistetten niedergebrannt, „für 18 Brandruinen fehlen die Hausleute“. Aus dem Jahr 1803 wird berichtet, dass „zu Dreystädten oder Troßstädten, einem Pfarrdorfe der Herrschaft Stahremberg“ Steinkohle abgebaut wird, die in mindestens fünf Flözen vorkommt. Es gäbe allerdings große Schwierigkeiten aufgrund von Wasser in den Stollen.
Im Jahr 1822 wurde der Ort als Dorf mit 62 Häusern genannt, das über eine Pfarre und eine Schule verfügte. Die Herrschaft Stahremberg besaß die Ortsobrigkeit, übte die Landgerichtsbarkeit aus und besorgte die Konskription. Die Untertanen und Grundholde des Ortes gehörten der Herrschaft Fischau. Laut Adressbuch von Österreich waren im Jahr 1938 in der Ortsgemeinde Dreistetten ein Bäcker, ein Friseur, zwei Gastwirte, zwei Gemischtwarenhändler, ein Schmied, ein Schneider, drei Schuster und zahlreiche Landwirte ansässig. Außerdem gab es im Ort ein Hotel.

## Sehenswürdigkeiten

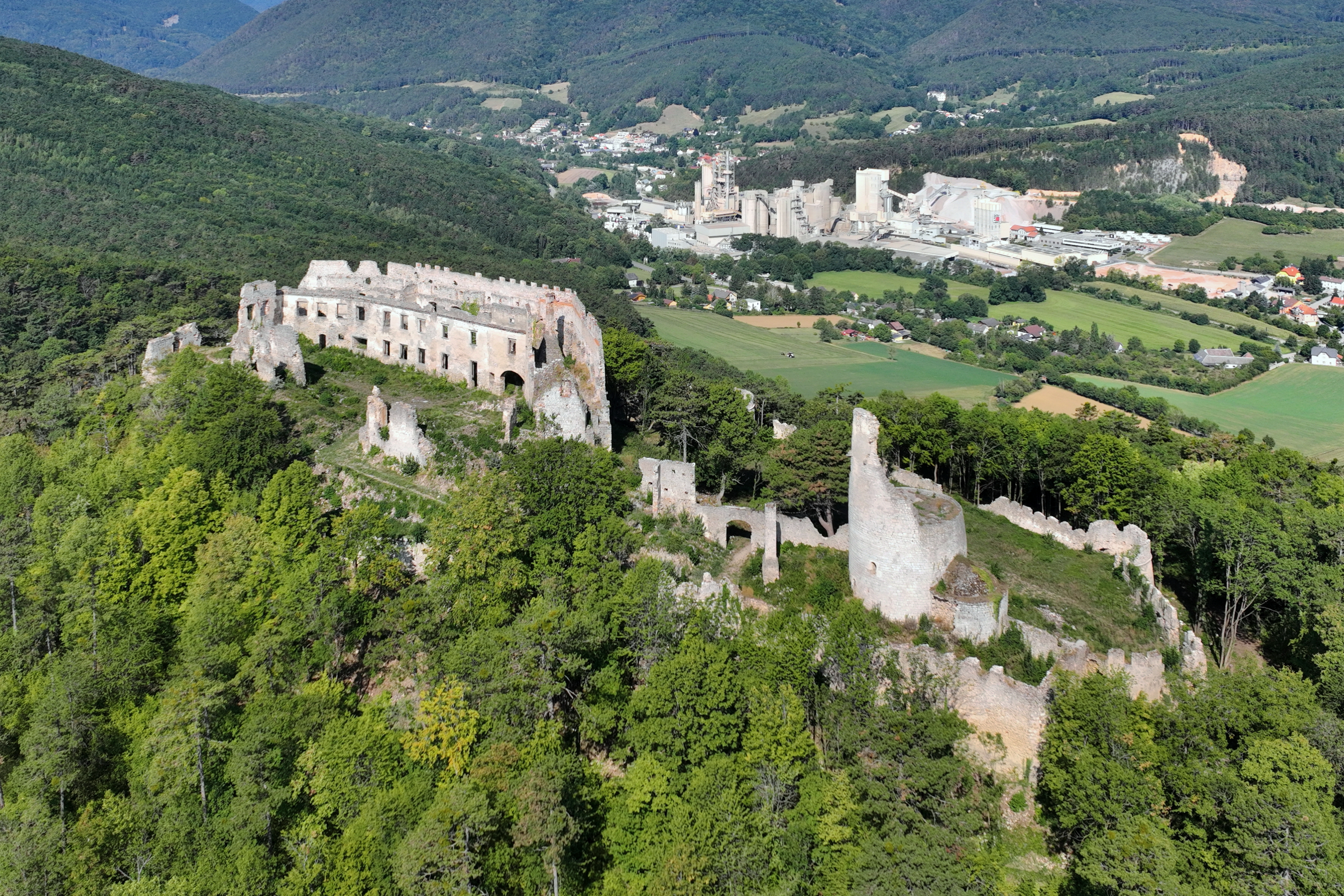
Luftaufnahme der Burgruine Starhemberg

- Burgruine Starhemberg; eine ausgedehnte ehemals bedeutende Burganlage auf dem „mons Starhenberch“ nördlich von Dreistetten. Zuerst eine steirische Anlage, 1192 erfolgte die Übergabe der Steiermark und damit die Burg an die Babenberger. Unter Friedrich den Streitbaren erfolgte ein pfalzartiger Ausbau. Nach seinem Tod 1246 wurde sie kurzzeitig vom Deutschen Orden verwaltet. 1278 nach der Schlacht bei Dürnkrut ging die Feste in habsburgerischen Besitz über. 1482 wurde die Burg von dem ungarischen König Matthias Corvinus eingenommen. Nach mehreren Verwesern wurde die Burg 1590 an die Grafen von Heussenstein verkauft, in deren Besitz sie über 200 Jahre war und dem Türkenansturm 1683 widerstand. Seit 1913 ist sie im Besitz der Familie Salvator Habsburg-Lothringen.[11]
- Pfarrkirche Dreistetten: Sie befindet sich in erhöhter Lage am Westrand des Dorfes und ist von einem ummauerten Friedhof umgeben. Das schlichte Langhaus mit einem Satteldach hat barocke Rundbogenfenster, eine Holzbalkendecke und eine hölzerne Orgelempore. Der Chorquadratsaal ist im Kern gotisch und stammt aus dem ersten Drittel des 14. Jahrhunderts. Der vorgestellte barocke Westturm ist quadratisch und wurde 1860 umgebaut.[11]
- Einhornhöhle; eine kleine Tropfsteinhöhle westlich von Dreistetten am Fuße der hohen Wand. Die Höhle wurde im Jahr 1927 von Otto Langer entdeckt und wurde 1930 als Schauhöhle eröffnet.[12]
- Gasthof Scherrerwirt am nördlichen Ortsausgang. Ein Landgasthaus aus dem Ende des 19. Jahrhunderts mit reichhaltiger volkskundlicher Privatsammlung (privates Heimatmuseum).

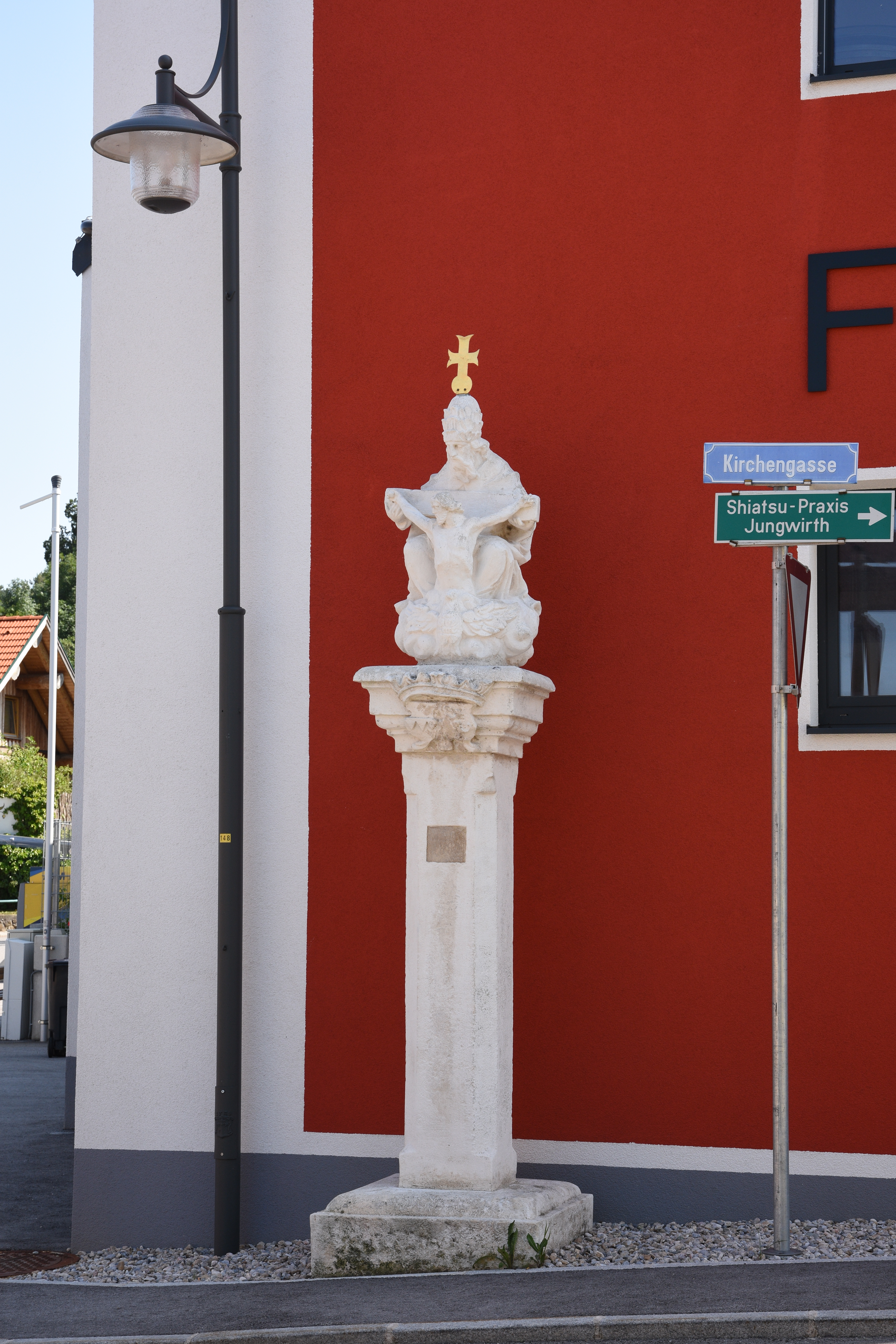
Dreifaltigkeitssäule, Gnadenstuhl

- Dreifaltigkeitssäule; eine Skulptur aus der zweiten Hälfte des 17. Jahrhunderts im Zentrum Dreistettens.
- Herrgottschnitzerhaus, eine Schutzhütte auf der Hohen Wand.[13]

## Öffentliche Einrichtungen
In Dreistetten befindet sich ein Kindergarten.